# ГФК Дубочица
Градски фудбалски клуб Дубочица (ГФК Дубочица), или само Дубочица, је српски фудбалски клуб из Лесковца. Основан је 1923. године, али је због нагомиланих дугова престао да се такмичи у августу 2014. године. Након само годину дана, уз подршку навијача и поштовалаца клуба, регистрован је под називом Градски фудбалски клуб Дубочица (ГФК Дубочица) и почео је да се такмичи у Јабланичкој окружној лиги (5. ранг такмичења). Тренутно се такмичи у Првој лиги Србије, другом такмичарском нивоу српског фудбала.

## Историја

### ФК Дубочица
Фудбалски клуб Дубочица је основан 20. августа 1923. године од стране радничке организације на челу са Костом Стаменковићем и под именом Црвена застава. Опрема играча је била црвена, а при изласку у град играчи су носили црвене кравате. Због имена које је асоцирало на комунисте клуб није примљен у Београдски лоптачки подсавез, те је преименован у Пролетер, што такође није помогло, те је поново преименован у Раднички спортски клуб Слобода и тако је регистрован за одигравање званичних утакмица. Године 1929. политичке прилике поново су довеле до промене имена клуба у Грађански клуб Слобода, али ни то није задовољило власти те је исте године име поново промењено у Лесковачки спортски клуб Грађански коме је 1931. године забрањен рад. Руководство клуба приступило је спајању са клубом Ветерница који је такође био забрањен, те је тако настао назив Дубочица. У међуратном периоду такмичио се у регионалним лигама са осталим клубовима јужне Србије. Прва послератна скупштина клуба одржана је 28. јануара 1945. године и тада је привремено променио име у Раднички спортски клуб Коста Стаменковић, да би старо име Дубочица вратио након проглашења Косте Стаменковића за народног хероја 14. децембра 1949. године. Након неколико година такмичења у нижим лигама, Дубочица средином педесетих година постаје члан IV зоне, једне од пет зона које су у том периоду чиниле други степен такмичења на нивоу Југославије. У конкуренцији клубова из централне Србије, Косова и Метохије и Македоније, Дубочица заузима 6. место у сезони 1956/57. Следеће сезоне је била седма, али због укидања зона губи друголигашки статус.
У Другу лигу Исток Дубочица се пласирала 1968. године. После три сезоне боравка у средини табеле, сезону 1971/72. завршава као претпоследња и испада из лиге. Године 1976. клуб поново постаје друголигаш, и у источној групи Друге лиге се задржава седам узастопних сезона. Након тешке сезоне 1976/77 у којој је једва изборила опстанак, уследила је најуспешнија сезона до тада - Дубочица је 1977/78 заузела 4. место, иза Напретка, Тетекса и Вардара. Наредних пар година је опстајала у доњем делу табеле, да би 1983. поново постала трећелигаш. Последње године такмичења у оквиру СФРЈ Дубочица је провела као члан Међурепубличке лиге Исток.
Током деведесетих година, док је председник клуба био привредник Драган Симовић, клуб је носио у свом имену назив његове фирме те се звао Дубочица-Симокомп. Године 1992. Лесковчани су опет у другој лиги — овога пута као члан јединствене Друге лиге СРЈ, која је наредне сезоне подељена на Другу А и Другу Б лигу. Дубочица је друголигаш до лета 1995. После једне сезоне у српској лиги, враћа се у Другу лигу Исток, али тамо сезону 1996/97. завршава као убедљиво последња. Од 1999. до 2003. клуб поново борави у Другој лиги Исток, а највише успеха бележи сезоне 2000/01, када заузима треће место. Од 2003. до 2011. такмичи се у Српској лиги Исток, где иако је редовно била у горњем делу табеле није успела да избори повратак у Прву лигу Србије.
Сезону 2010/11. Дубочица је завршила на 14. месту у Српској лиги Исток и тиме испала у нижи ранг, Нишку зону. Прву сезону у Нишкој зони Дубочица је завршила на другом месту, а у баражу за улазак у Српску лигу Исток је била боља од Јединства из Параћина. У сезони 2013/14 заузели су последње место и након сезоне клуб је престао да се такмичи у неком од такмичења у сениорској конкуренцији.

### ГФК Дубочица
Након годину дана клуб је обновио свој рад као ГФК Дубочица и такмичење је почео од Јабланичке окружне лиге (5. ранг). Води се као наследница старог клуба, па се чак и привредном регистру Републике Србије клуб и дање води са старим именом. Већ у првој сезони освојили су прво место и пласирали се у Зону Југ. У првој сезони у зонском степену такмичења освојили су 5. место, али већ у следећој сезони освојили су прво место са 10 бодова више од Балканског па ће се у сезони 2018/19 такмичити у Српској лиги Исток.
Како је сезона 2019/20 прекинута због пандемије тако да такмичење није ни завршено, Фудбалски савез Србије доноси одлуку да се прошири Прва лига Србије са 16 на 18 клубова, а да при проширењу лиге се не гледа само позиција на табели у моменту прекида такмичења него и подстицање равномерног развоја фудбала на територији целе Србије, постојање клуба са историјом и подршком, финансијска ситуација у клубу, стадион и још маса фактора. Сви клубови који су испуњавали те услове могли су аплицирати за пласман у виши ранг и поред позиције при прекидању такмичења. ГФК Дубочица је била један од тимова који је аплицирао и коме је апликација и одобрена, па ће клуб играти у Првој лиги Србије  по први пут након поновног оснивања.
У сезони 2020/21. Дубочица је освојила 11. место од 18 клубова, али је због смањења лиге испала у нижи ранг. Након две сезоне у Српској лиги Исток, опет су се пласирали у Прву лигу Србије. Све утакмице су као домаћини играли у Мрштану због изградње новог стадиона.

## Стадион
На месту садашњег стадиона, налазио се Градски стадион за чију је градњу иницијатива покренута 1948. године. Поседовао је западну трибину капацитета 2.514, док је источна примала око 4.500 гледалаца. Стадион је био у власништву града и деценијама је био у запуштеном стању због оскудних средстава. Недостајали су рефлектори и струја, а стадион је често био на мети вандала.
У марту 2021. године почело је рушење старог стадиона, а у јулу 2021. години почела је изградња новог стадиона. Вредност радова на стадиону је скоро 2,5 милијарди динара, а новац је обезбедила Канцеларија за управљање јавним улагањима. Извођач радова била је новосадска фирма ГАТ.
Завршен је у пролеће 2023. године. Висина објекта је 16,3 метара, висина стубова рефлектора 32 метра, димензије фудбалског терена 105×68 метара, а укупно терен са околином 121×85 метара. Стадион се састоји од четири трибине укупног капацитета 8.136 места. На стадиону је постављена „хибридна трава“, мешавина вештачке и природне траве.
Свечано је отворен 21. августа 2023. године утакмицом Прве лиге Србије између Дубочице и Новог Сада.

## Новији резултати
| Сезона   | Ранг | Лига                    | Позиција | ИГ | Д  | Н  | П  | ГД | ГП | ГР  | Бод | Куп                  |
| -------- | ---- | ----------------------- | -------- | -- | -- | -- | -- | -- | -- | --- | --- | -------------------- |
| 2015/16. | 5    | Јабланичка окружна лига | 1.       | 34 | 23 | 2  | 9  | 93 | 41 | +52 | 71  | Није се квалификовао |
| 2016/17. | 4    | Зона Југ                | 5.       | 30 | 13 | 4  | 13 | 67 | 54 | +13 | 43  | Није се квалификовао |
| 2017/18. | 4    | Зона Југ                | 1.       | 30 | 20 | 4  | 6  | 76 | 24 | +52 | 64  | Није се квалификовао |
| 2018/19. | 3    | Српска лига Исток       | 9.       | 34 | 14 | 3  | 17 | 62 | 66 | -4  | 45  | Није се квалификовао |
| 2019/20. | 3    | Српска лига Исток       | 12.      | 17 | 6  | 4  | 7  | 22 | 22 | 0   | 19  | Није се квалификовао |
| 2020/21. | 2    | Прва лига Србије        | 12.      | 34 | 9  | 12 | 13 | 30 | 43 | -13 | 39  | Није се квалификовао |
| 2021/22. | 3    | Српска лига Исток       | 6.       | 30 | 13 | 5  | 12 | 36 | 31 | +5  | 44  | Осмина финала        |
| 2022/23. | 3    | Српска лига Исток       | 1.       | 30 | 21 | 6  | 3  | 72 | 22 | +50 | 69  | Није се квалификовао |
| 2023/24. | 2    | Прва лига Србије        | 10.      | 37 | 12 | 14 | 11 | 33 | 38 | -5  | 50  | Није се квалификовао |
| 2024/25. | 2    | Прва лига Србије        | 11.      | 37 | 10 | 11 | 16 | 43 | 57 | -14 | 41  | Шеснаестина финала   |
| 2025/26. | 2    | Прва лига Србије        | —        | —  | —  | —  | —  | —  | —  | —   | —   | —                    |